# Tug of War (album Paula McCartneya)
Tug of War (pol. "Przeciąganie liny") – album Paula McCartneya wydany w 1982 r. Jest to pierwszy album solowy tego artysty po rozpadzie grupy Wings w kwietniu 1981 r. Poprzednia solowa płyta McCartney II nagrywana była w czasie, gdy grupa teoretycznie jeszcze istniała. Podczas długiego okresu prac nad albumem została odnowiona współpraca z George’em Martinem (producent nagrań Beatlesów). Album został stworzony po kryzysie twórczym Paula i w trakcie szoku jakiego doznał po śmierci swojego przyjaciela i wieloletniego kompozytora Johna Lennona (zm. 8 grudnia 1980 r.). Jest on częścią dyptyku "Wojna i pokój", który tworzy wraz z Pipes of Peace.

## Okoliczności powstania i charakterystyka albumu
Po wydaniu McCartney II w zespole Wings nastąpiły pewne zmiany personalne. W październiku 1980 r. rozpoczęła się, jak się później okazało ostatnia sesja nagraniowa tego zespołu. McCartney chciał, by ktoś go wsparł podczas pracy nad nowym albumem. W związku z tym zwrócił się z prośbą o pomoc do swojego wieloletniego przyjaciela i jednocześnie producenta nagrań The Beatles George’a Martina. Pierwszą piosenką, którą zaczęli nagrywać była We All Stand Together. Została napisana z myślą o animowanym filmie dla dzieci pt. Rupert Bear (Paul posiadał do niego prawa). Owocne sesje były kontynuowane do 9 grudnia – dnia, który zmienił wiele w życiu świata, muzyki i samego McCartneya. Tego dnia nad ranem cały świat dowiedział się, że John Lennon nie żyje. Paul przeżył szok. Nie mógł uwierzyć w to, że jego najlepszy przyjaciel, z którym nie utrzymywał już tak ścisłych kontaktów jak za czasów Beatlesów, został zamordowany (w nocy z 8 na 9 grudnia przed swoim domem w Nowym Jorku). Pomimo przygnębiającego wielkiego smutku, Paul zdecydował na wejście do studia. Szukał ukojenia w muzyce. Ostatecznie pograł trochę i przerwał nagrywania, ponieważ nie był w stanie cokolwiek zagrać, a co dopiero stworzyć. W trakcie sesji z 9 grudnia (w której Paul wraz z Dennym Laine’em nagrywali piosenkę Rainclouds), Paul i George Martin doszli do wniosku, że najlepiej będzie, gdy zawieszą na jakiś czas prace nad nowym albumem. Postanowili, że wrócą do niego kiedy dojdą do siebie po utracie przyjaciela.
W lutym 1981 r., dwa miesiące po śmierci Lennona, Paul McCartney wznowił sesje. W tym miesiącu nagrywał ze Steviem Wonderem, Carlem Perkinsem (legenda lat 50.), eks-beatlesem Ringo Starrem oraz stworzył parę nowych piosenek. Gitarzysta Eric Stewart także często brał udział w pracach nad nowym albumem.
Dalsze sesje zorganizowane były latem w studiu Paula na jego szkockiej farmie. Nad produkcją albumu bacznie czuwał Martin, który starał się kontrolować każdy dźwięk i wzbogacać muzykę, wykorzystując najnowsze technologie nagraniowe lat 80. Sesje okazały się bardzo owocne, że rozważano nawet wydanie dwupłytowego albumu! Ten pomysł wybił McCartneyowi z głowy Martin. Dokonał selekcji najlepszego materiału na nowy album (Tug Of War), a resztę przeznaczył na kolejny album (nazwany później Pipes of Peace). Właśnie dzięki temu wiele z piosenek nagranych na potrzeby Tug of War pojawiło się na następnym albumie Paula – Pipes of Peace (1983).
Album jest największym osiągnięciem McCartneya. Ponadto zwrócili oni uwagę na niesamowite zgranie pomiędzy gwiazdami zaproszonymi do nagrań. Steviego Wondera, oprócz w największym przeboju z tej płyty – Ebony and Ivory, możemy usłyszeć także w piosence What's That You're Doing?, a Carl Perkins pojawia się w piosence "Get It". Najpiękniejszą piosenkę na albumie Here Today McCartney poświęcił pamięci zmarłego przyjaciela Johna Lennona.
Płyta jest zróżnicowana stylistycznie, ale sprawia wrażenie współgrającej całości. Znajdziemy tutaj oprócz ballad Here Today i Somebody Who Cares, także dyskotekowe przeboje jak Ballroom Dancing, czy What's That You're Doing?. W The Pound Is Sinking na uwagę zwraca efekt toczącej się monety oraz zaskakujące zmiany tempa. Niektóre piosenki takie jak majestatyczne Tug Of War i Wanderlust zostały zestawione na płycie w kontraście do szybszych kawałków.
W miarę upływu czasu w 1982 r. Paul doszedł do siebie po śmierci Lennona. 40-letni eks-beatles spędził resztę roku kończąc dalszą część projektu, czyli Pipes of Peace.

## Lista utworów
Wszystkie piosenki napisane przez McCartneya (prócz wyróżnionych w nawiasach)
1. Tug of War – 4:22
  - Stękania i jęki na początku utworu zostały nagrane podczas zawodów przeciągania liny (po ang. Tug Of War) w Huddersfield.
2. Take It Away – 4:14
  - z udziałem Ringo Starra, który gra na perkusji
3. Somebody Who Cares – 3:19
4. What's That You're Doing? – 6:19 (Paul McCartney/Stevie Wonder)
  - duet Paula ze współkompozytorem Steviem Wonderem. Piosenka została zapoczątkowana przez zwykły jam.
5. Here Today – 2:27
  - piosenka złożona w hołdzie tragicznie zmarłemu Johnowi Lennonowi
6. Ballroom Dancing – 4:07
  - piosenka o imprezach w czasach młodości Paula
7. The Pound Is Sinking – 2:54
8. Wanderlust – 3:49
  - Wanderlust to nazwa wynajmowanego przez Paula jachtu podczas pobytu na Wyspach Dziewiczych
9. Get It – 2:29
  - duet z legendą lat 50. Carlem Perkinsem. Na końcu słychać śmiech Carla, który posłużył jako przejście pomiędzy piosenkami. Carl śmiał się, ponieważ Paul opowiedział mu kawał, który jednak został wycięty z finalnej wersji piosenki.
10. Be What You See (Link) – 0:34
11. Dress Me Up As A Robber – 2:41
12. Ebony and Ivory – 3:43
  - wielki przebój autorstwa Paula McCartneya zaśpiewany w duecie ze Steviem Wonderem

### Edycja zremasterowana
W 1993 r. Tug of War zostało zremasterowane i wydane na nośniku CD jako część serii The Paul McCartney Collection. W przeciwieństwie do innych płyt wydanych w tamtej serii nie zawiera żadnych bonusów, pomimo tego że Rainclouds i I'll Give You A Ring były wydane jako strona druga singli Ebony And Ivory i Take It Away. Tym posunięciem chciano podkreślić wyjątkowość tego albumu w karierze Paula oraz jego wpływ na muzykę lat 80.
1. Tug of War – 4:22
  - Stękania i jęki na początku utworu zostały nagrane podczas zawodów przeciągania liny (po ang. Tug Of War) w Huddersfield.
2. Take It Away – 4:14
  - z udziałem Ringo Starra, który gra na perkusji
3. Somebody Who Cares – 3:19
4. What's That You're Doing? – 6:19 (Paul McCartney/Stevie Wonder)
  - duet Paula ze współkompozytorem Steviem Wonderem. Piosenka została zapoczątkowana przez zwykły jam.
5. Here Today – 2:27
  - piosenka złożona w hołdzie tragicznie zmarłemu Johnowi Lennonowi
6. Ballroom Dancing – 4:07
  - piosenka o imprezach w czasach młodości Paula
7. The Pound Is Sinking – 2:54
8. Wanderlust – 3:49
  - Wanderlust to nazwa wynajmowanego przez Paula jachtu podczas pobytu na Wyspach Dziewiczych
9. Get It – 2:29
  - duet z legendą lat 50. Carlem Perkinsem. Na końcu słychać śmiech Carla, który posłużył jako przejście pomiędzy piosenkami. Carl śmiał się, ponieważ Paul opowiedział mu kawał, który jednak został wycięty z finalnej wersji piosenki.
10. Be What You See (Link) – 0:34
11. Dress Me Up As A Robber – 2:41
12. Ebony and Ivory – 3:43
  - wielki przebój autorstwa Paula McCartneya zaśpiewany w duecie ze Steviem Wonderem

## Nagrody oraz pozycja na listach przebojów
Kolorem pomarańczowym zaznaczono singel niealbumowy.

Kolorem błękitnym zaznaczono singel niealbumowy, ale przynajmniej jedną ze stron zamieszczono już na reedycjach.
Single
| Data wydania                                      | strona A        | strona B                                                         | UK Lista             | US Lista     | Certyfikat       |
| ------------------------------------------------- | --------------- | ---------------------------------------------------------------- | -------------------- | ------------ | ---------------- |
| (UK) 29 marca 1982 r. (US) 2 kwietnia 1982 r.     | Ebony And Ivory | Rainclouds 12" zawiera ponadto Ebony And Ivory (wersja solo)     | 1 (3 tyg.) (10 tyg.) | 1 (7 tyg.) ? | (US) złota płyta |
| (UK) 11 czerwca 1982 r. (US) 3 lipca 1982 r.      | Take It Away    | I'll Give You A Ring 12" zawiera ponadto Dress Me Up As A Robber | 15 (10 tyg.)         | 10 ?         | X                |
| (UK) 20 września 1982 r. (US) 26 września 1982 r. | Tug Of War      | Get It                                                           | ?                    | 55 (3 tyg.)  | X                |

Album
| Data wydania     | nazwa albumu | UK Lista             | US Lista             | Certyfikat                            |
| ---------------- | ------------ | -------------------- | -------------------- | ------------------------------------- |
| 26 kwietnia 1982 | Tug of War   | 1 (2 tyg.) (27 tyg.) | 1 (3 tyg.) (29 tyg.) | (UK) złota płyta (US) platynowa płyta |

W marcu 1982 piosenka duetu McCartney-Wonder Ebony And Ivory (1. miejsce UK, 1. miejsce USA) została przyjęta z olbrzymim podziwem. Bardzo szybko osiągnęła numer 1 na listach przebojów i rozwiała spekulacje na temat kryzysu kompozytorskiego. W konsekwencji, gdy Tug Of War ukazał się w kwietniu poszybował od razu na miejsce (1. miejsce UK, 1. miejsce USA). Płyta sprzedała się w milionach egzemplarzy i została okrzyknięta arcydziełem. Kolejny singel z tego albumu Take It Away (14. miejsce UK, 10. miejsce USA) także stał się wielkim przebojem. Ostatni singel Tug Of War (55. miejsce USA) został przyjęty chłodniej. Płyta osiągnęła status platynowej płyty.
- W 1983 była nominowana do nagrody Grammy w kategorii "Album of the Year".

## Wideografia
Teledyski:
- Ebony And Ivory wersja 1 reż. Keith McMillan dla Keef & Co.
- Ebony And Ivory wersja 2 (bez Steviego Wondera) reż. Barry Myers
- Take It Away reż. John McKenzie
- Tug Of War reż. Maurice Phillips

## Twórcy
1. Tug of War
  - Paul: gitara basowa, gitara akustyczna, gitara elektryczna, perkusja, syntezatory i wokal
  - Linda: podkład wokalny
  - Denny Laine: gitara elektryczna
  - Eric Stewart: gitara elektryczna, podkład wokalny
  - Campbell Maloney: werbel (wojskowy)
2. Take It Away
  - Paul: 	gitara basowa, gitara akustyczna, pianino i wokal
  - Linda: 	podkład wokalny
  - Ringo Starr: 	perkusja
  - Eric Stewart: 	podkład wokalny
  - Steve Gadd: 	perkusja
  - George Martin: 	pianino elektryczne
3. Somebody Who Cares
  - Paul: 	gitara akustyczna, gitara hiszpańska i wokal
  - Linda: 	podkład wokalny
  - Denny Laine: 	syntezator gitary
  - Steve Gadd: 	perkusja
  - Eric Stewart: 	podkład wokalny
  - Stanley Clarke: 	gitara basowa
  - Adrian Brett: 	fletnia pana
4. What's That You're Doing
  - Paul: 	gitara basowa, gitara elektryczna, perkusja i wokal
  - Linda: 	podkład wokalny
  - Stevie Wonder: 	syntezator i wokal
  - Andy Mackay: 	lirykon
  - Eric Stewart: 	podkład wokalny
5. Here Today
  - Paul: 	gitara i wokal
  - Jack Rothstein: 	skrzypce
  - Bernard Partridge: 	skrzypce
  - Ian Jewel: 	altówka
  - Keith Harvey: 	wiolonczela
6. Ballroom Dancing
  - Paul: 	gitara basowa, perkusja, gitara elektryczna i wokal
  - Linda: 	podkład wokalny
  - Denny Laine: 	gitara elektryczna
  - Jack Brymer: 	klarnet
  - Eric Stewart: 	podkład wokalny
  - Peter Marshall: 	narracja
7. The Pound Is Sinking
  - Paul: 	gitara akustyczna i elektryczna, syntezatory i wokal
  - Linda: 	podkład wokalny
  - Denny Laine: 	gitara akustyczna
  - Eric Stewart: 	podkład wokalny
  - Stanley Clarke: 	gitara basowa
8. Wanderlust
  - Paul: 	gitara basowa i akustyczna, pianino i wokal
  - Linda: 	podkład wokalny
  - Denny Laine: 	gitara basowa
  - Adrian Sheppard: 	perkusja
  - Eric Stewart: 	podkład wokalny
  - Philip Jones Brass Ensemble: 	instrumenty dęte blaszane
9. Get It
  - Paul: 	gitara basowa i akustyczna, syntezatory, perkusja i wokal
  - Carl Perkins: 	gitara elektryczna, wokal
10. Be What You See (Link)
  - Paul: 	gitara i vocoder
11. Dress Me Up As A Robber
  - Paul: 	gitara basowa, gitary i wokal
  - Linda: 	podkład wokalny
  - Denny Laine: 	syntezatory, gitara elektryczna
  - Dave Mattacks: 	perkusja
  - George Martin: 	pianino elektryczne
12. Ebony And Ivory
  - Paul: 	gitara basowa, gitara, syntezatory, vocoder, perkusja, pianino i wokal
  - Stevie Wonder: 	pianino elektryczne, syntezatory, perkusja i wokal

## Sesja do albumówTug of War / Pipes Of Peace
- 28 czerwca 1980 r. – Finston Manor w Tenterton w hrabstwie Kent – próby wraz z nagraniami Ballroom Dancing i ostatecznie niewydanej piosenki Call Of Nature,

- 16 lipca 1980 r. – studia Super Bear w Paryżu we Francji – podczas sesji do albumu Ringa Stop And Smell The Roses zostaje nagrana 8 minutowa piosenka Lindy Love’s Full Glory. Pozostała niewydana do czasu ukazania się w 1998 r. albumu Wide Prairie (zamieszczona tam wersja była skrócona i trwała tylko 3:46)

- 2-25 października 1980 r. – Finston Manor w Tenterton w hrabstwie Kent – ostatnia sesja zespołu Wings, w której bierze udział pięciu muzyków. Zaowocowała ona wieloma wersjami demo piosenek:

TUG OF WAR: Take It Away, Ballroom Dancing, The Pound Is Sinking, Wanderlust, Dress Me Up As A Robber i Ebony And Ivory.
PIPES OF PEACE: Keep Under Cover, Average Person i Sweetest Little Show.
Nagrano także:

Rainclouds (druga strona singla Ebony And Ivory), Old Man Lovin, Sure To Fall, Movie Magg, Blue Moon Of Kentucky, Summertime, Good Rockin’ Tonight – Shake, Rattle and Roll, Cut Across Shorty, Stealin' Back To My Same Old Used To Be, Singing The Blues, Johnny B. Goode, Twenty Flight Rock, Cage, Stop, You Don’t Know Where She Came From, Take Her Back, Jack, The Unbelievable Experience, Here’s The Chord, Roy (sic), Seems Like Old Times oraz starsza wersja Boil Crisis pierwsze nagrano w 1977. Wszystkie piosenki powstały podczas jam session.
- 27 października – 3 listopada 1980 r. – AIR Studios w Londynie – zarejestrowano parę podejść do The Rupert The Bear

- 9 grudnia 1980 r. – AIR Studios w Londynie – dzień po zamordowaniu Lennona. Paul i Denny wraz George Martin nagrali część Rainclouds. Przygnębiające uczucie smutku doprowadziło w końcu do przerwania nagrań.

- 2 lutego – 3 marca 1981 r. – Air Studios na wyspie Montserrat – nagrano piosenki: Somebody Who Cares, The Pound Is Sinking, Hey Hey i Rainclouds. Z nocy z 16 na 17 lutego podczas nagrań nad piosenką Take It Away do Paula dołączył Ringo. 21 lutego w nagraniach nad piosenką Get It wziął udział Carl Perkins. Natomiast Stevie Wonder pojawił się na Montserrat 26 lutego i nagrał wraz z Paulem What's That You're Doing oraz w ostatnich dniach pobytu na wyspie Ebony And Ivory.

- lato 1981 – studio Paula we Szkocji – nagrano tam: Dress Me Up As A Robber, Tug Of War, Ballroom Dancing, Be What You See, Wanderlust, Here Today, I'll Give You A Ring, The Man, Average Person, Keep Under Cover, Sweetest Little Show, Ode To A Koala Bear oraz przebój Say Say Say, którego współautorem jest Michael Jackson. Nagrano także piosenkę Blackpool która miała pojawić się na drugiej stronie singla The Man.

- 14-16 kwietnia 1982 r. – Westlake Studios w Los Angeles – W drodze rewanżu za udział Jacksona na płycie Pipes of Peace, Paul zgodził się wziąć udział w nagraniach przeboju The Girl Is Mine, który ukazał się na albumie "Thriller"